# Chapanella rubida
Chapanella rubida är en mångfotingart som beskrevs av Carl Graf Attems 1953. Chapanella rubida ingår i släktet Chapanella och familjen orangeridubbelfotingar. Inga underarter finns listade i Catalogue of Life.